# Puycelsi
Puycelsi là một xã thuộc tỉnh Tarn trong vùng Occitanie ở phía nam nước Pháp. Xã này nằm ở khu vực có độ cao trung bình 280 mét trên mực nước biển.
Thị trấn nằm ở hữu ngạn sông Vère, sông chảy theo hướng tây bắc qua thị trấn.